# Into the Water
Into the Water (Escrito na Água (título em Portugal) ou Em Águas Sombrias (título no Brasil)) é um romance britânico de 2017 do gênero suspense psicológico escrito por Paula Hawkins. A narrativa gira em torno do rio no pequeno vilarejo de Beckford, no norte da Inglaterra. Ao longo dos séculos, muitas moradoras da cidade terminaram sua vida naquelas águas, mais precisamente no ponto conhecido como Poço dos Afogados. A partir das investigações surgem discussões sobre memória, abuso sexual, suicídio e luto.
O livro, lançado em maio de 2017, chegou ao topo da lista dos mais vendidos nos Estados Unidos e, entre os britânicos, ocupou o número um no ranking do Sunday Times. Em Portugal, foi finalista do Prêmio Livro do Ano Bertrand 2017.
Into the Water é narrado por onze diferentes personagens, o que não era a intenção inicial de Paula: "Eu pensei em trabalhar com dois ou três, mas, à medida que eu escrevia, percebi que precisava de mais vozes para compor a trama. Era também uma forma de colocar o leitor no meio do caos que se forma na cidade com o desaparecimento de Nel, e deixar que ele decida quem está falando a verdade.
Os direitos para adaptação cinematográfica da obra foram adquiridos pela DreamWorks.

## Enredo
Nel vivia obcecada com as mortes no rio. O rio que atravessava aquela vila já levara a vida de demasiadas mulheres ao longo dos tempos, incluindo, recentemente, a melhor amiga da sua filha. Desde então, Nel vivia ainda mais determinada a encontrar respostas.
Agora, é ela que aparece morta. Sem vestígios de crime, tudo aponta para que Nel se tenha suicidado no rio. Mas poucos dias antes da sua morte, ela deixara uma mensagem à irmã, Jules, num tom de voz urgente e assustado. Estaria Nel a temer pela sua vida?
Que segredos escondem aquelas águas? Para descobrir a verdade, Jules ver-se-á forçada a enfrentar recordações e medos terríveis há muito submersos naquele rio de águas calmas, que a morte da irmã vem trazer à superfície.

## Personagens
- Nel - Obcecada pelas diversas mortes de mulheres por afogamento ocorridas no rio próximo à sua casa, no trecho que recebeu o nome de Poço dos Afogamentos, Nel passa a escrever um livro com sua versão sobre essas mortes, até que ela mesma é encontrada morta, afogada, no rio.[7]
- Jules - Irmã de Nel, Jules se vê de volta à cidade onde viveu sua infância, após a morte de sua irmã, buscando entender os motivos que levaram à morte dela.[7]
- Lena - Filha de Nel, Lena acredita que sua mãe tenha se suicidado, dada a obsessão dela pelas mortes no rio. Se vê desconfortável com a volta de sua tia à sua casa, a quem acredita poderia ter evitado a morte de sua mãe.[7]